# Okap w Straszykowej
Okap w Straszykowej – duży okap we wsi Ryczów, w województwie śląskim, w powiecie zawierciańskim, w gminie Ogrodzieniec, na Wyżynie Ryczowskiej będącej częścią Wyżyny Częstochowskiej.

## Opis obiektu
Okap w Straszykowej znajduje się w skale wznoszącej się na dnie wąwozu tworzącego zbocza Straszykowej Góry, około 30 m na południe za dużą Jaskinią w Straszykowej Górze. Jest to Wąwóz Ruska. Zarówno Jaskinia Straszykowa, jak i Okap w Straszykowej znajdują się u podnóży wschodnich, orograficznie lewych zboczy tego wąwozu. Okap w Straszykowej to typowy okap skalny w wapieniach skalistych jury późnej. Jest wysoki i ma wysięg 5,30 m. Nacieków jaskiniowych brak, namulisko obfite, próchniczne.
Okap znany był od dawna. Po raz pierwszy wymieniony został  w 1997 r. w dokumentacji zarządu Zespołu Jurajskich Parków Krajobrazowych woj. katowickiego jako  Okap koło Jaskini w Straszykowej Górze. Jego plan opracował A. Polonius.

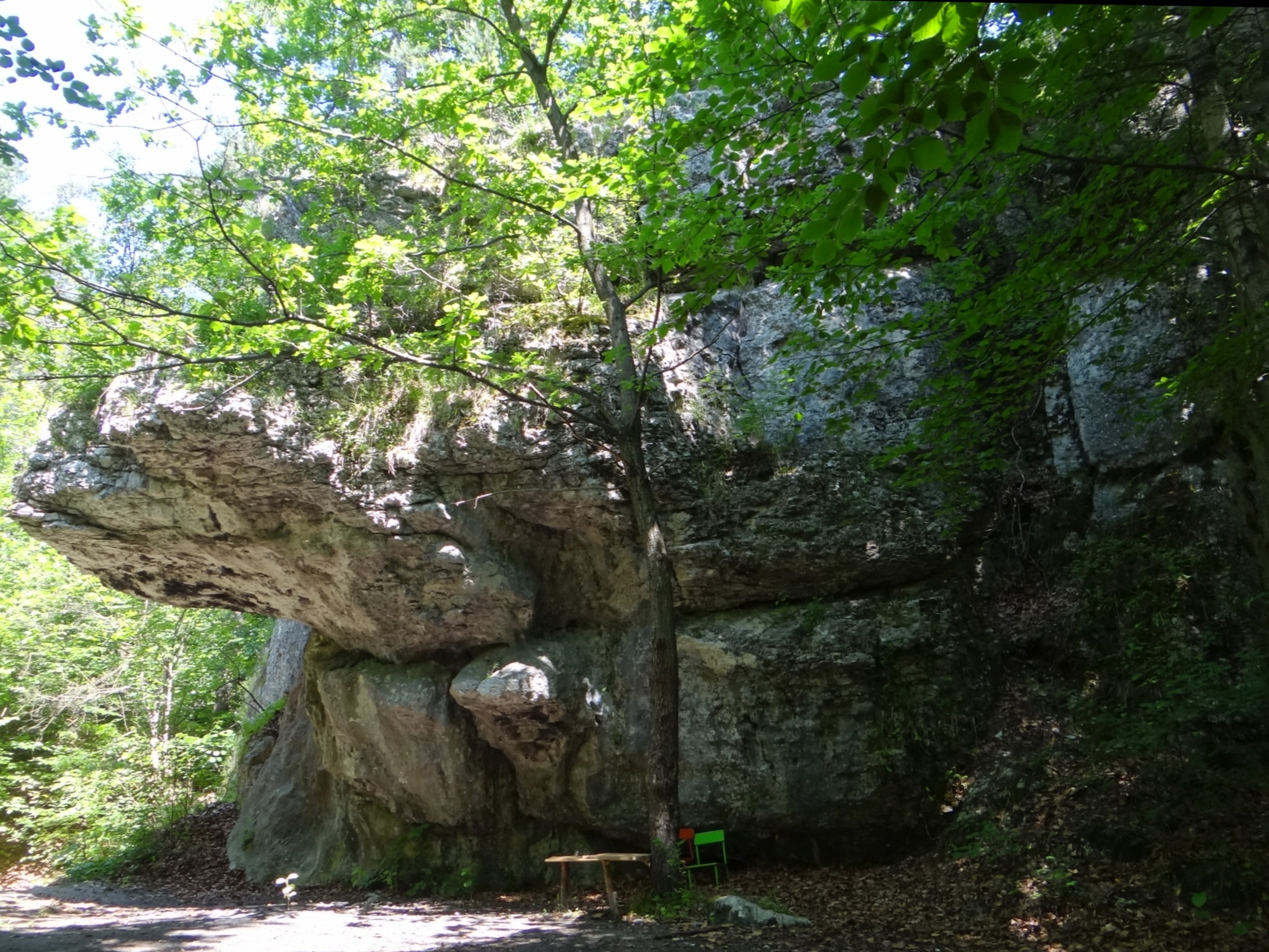